# Брейтвейт, Джон

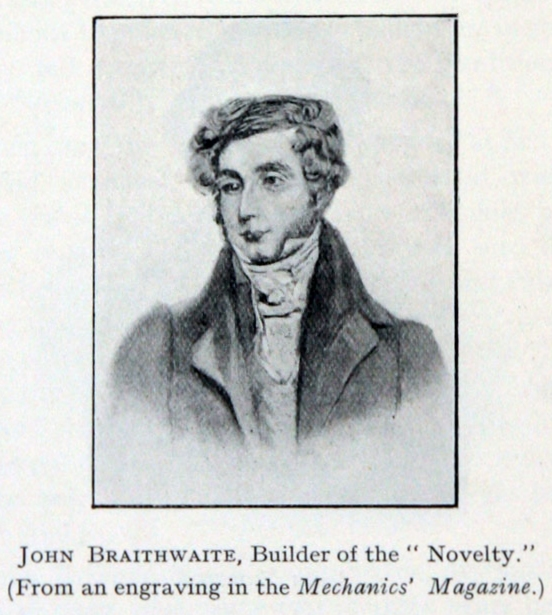

Джон Брейтвейт (19 марта 1797, Лондон — 25 сентября 1870, Лондон) — английский механик, занимавшийся проектированием паровозов. Сконструированный им и Джоном Эриксоном паровоз «Novelty» («Новация») первым преодолел расстояние в 1 милю менее чем за 1 минуту — за 56 секунд. Создал первую пожарную телегу, на которой использовался насос, приводившийся в действие с помощью паровой машины.

## Биография
Родился 19 марта 1797 года в Лондоне в зажиточной семье. После окончания школы работал на мануфактуре своего отца, на которой изготовлялись паровые машины. На мануфактуре получил значительные практические знания и стал удачным конструктором. В 1818 году его отец был убит во время дорожного ограбления.
В 1820 году Джон Брейтвейт установил насосы для системы вентиляции Палаты Общин. В это время он занимался совершенствованием паровых машин.
Примерно в 1827 году он познакомился с Джорджем и Робертом Стефенсонами и Джоном Эриксоном. Вместе с Эриксоном Брейтвейт построил паровоз «Новелти» (англ. Novelty — новинка) для участия в Рейнхильских состязаниях.
В 1830 году сконструировал первую пожарную телегу с насосом, который работал от паровой машины. До этого использовались только ручные насосы. Вся установка весила 2 тонны, передвигалась она с помощью лошади; топливом для паровой машины был уголь; вода в котле начинала кипеть и давать пар через 12 минут после растопки; машина могла подавать 40 тонн воды в час на высоту 90 футов. Машины Брейтвейта были использованы на нескольких известных лондонских пожарах, где она показала себя с неплохой стороны. Несмотря на это, пожарные смотрели на аппарат с подозрением и противились использованию этой машины. Брейтвейт сделал ещё четыре таких же экземпляра этой машины, три из которых были отправлены в Берлин, Ливерпуль и Санкт-Петербург, куда старший брат Брейтвейта Уильям переехал по приглашению императора.
В 1834 году Джон Брейтвейт оставил активную деятельность в семейном бизнесе — работе мануфактуры, и управление ею перешло к его младшему брату Фредерику. С 1836 по 1843 годы работал механиком железнодорожной компании «Eastern Counties Railway» (Железная дорога восточных графств), которая занималась перевозками на территориях к востоку от Лондона. В 1837 году организовал издание газеты «Railway Times» и был единственным её собственником до 1845 года.
В последующем Брейтвейт делал изобретения и разработки, но мало что из этого было использовано и осуществлено.
Учеником Брейтвейта в 1834—1841 годах был английский изобретатель Эдвард Каупер.